# Le Christ en croix, la Vierge, saint Jean et Madeleine
Le Christ en croix, la Vierge, saint Jean et Madeleine est une tempera à l'œuf sur bois réalisée par le peintre italien Neri di Bicci à partir d'une œuvre antérieure de Lorenzo Monaco ou de son atelier. Elle fait partie des collections de peintures italiennes du musée des Augustins de Toulouse. 

## Présentation
Le caractère particulier de ce tableau réside dans la réutilisation d’un élément d’une œuvre antérieure, le Christ en croix, aujourd’hui attribué au peintre toscan Lorenzo Monaco ou à son atelier. Il s’agit d’une pratique courante qui peut être comprise comme un « respect pour l’œuvre antérieure ou par croyance en ses vertus miraculeuse ». R. Offner est le premier à identifier ces deux mains en 1928 mais le débat reste encore ouvert chez les spécialistes, notamment sur la question d’une production d’atelier. Le crâne humain placé au pied de la croix indique l’utilisation de ce panneau dans une chapelle ou pour une dévotion domestique ou, dans l'iconographie chrétienne, la référence au crâne d'Adam. Le Christ de Lorenzo Monaco est intégré au sein d’un paysage et se détache sur le ciel qui occupe la majorité de la composition. Si le Trecento voit le développement de l’utilisation du paysage et de la mise en espace au détriment des fonds dorés, l’utilisation de ce dernier persiste dans la première moitié du XVe siècle chez des artistes, tel que Monaco, porteurs de l’esthétique du gothique international en Italie. Le Christ est entouré de la Vierge Marie, de Marie Madeleine et de saint Jean, habillés d’étoffes aux plis marqués et construits par un jeu d’ombre et de lumière. Ces drapés soulignent le regard tourné vers l’antique des peintres italiens du XVe siècle dans le centre florentin où travaillent des artistes tel que Neri di Bicci. Il s’affranchit ici du fond d’or pour proposer une ouverture vers un paysage de campagne construit par une perspective amenée par la réduction de la végétation à mesure de l’éloignement. Si cette mise en œuvre de la perspective ne répond qu’à un effet visuel, elle annonce les recherches de perspective mathématique de la Renaissance italienne. 
Connu pour son abondante production, Neri di Bicci réalise un ricordanze, livre d'atelier aujourd'hui conservé à la Galerie des Offices de Florence qui répertorie sa production entre les années 1453 et 1475.

## Provenance
Cette œuvre clé de la collection de peintures italienne du musée des Augustins a été acquise en 1838 auprès d’Alexandre du Mège, archéologue et savant toulousain.